# 八千代台
八千代台（やちよだい）は、千葉県八千代市南西部の地名。また、京成電鉄と住宅都市整備公団と共に開発した。現行行政地名は八千代台東一丁目 - 六丁目・八千代台南一丁目 - 三丁目・八千代台西一丁目 - 十丁目・八千代台北一丁目 - 十七丁目。以上の町丁の大部分は住居表示実施済み区域であるが、八千代台西と八千代台北の各一部は住居表示未実施地区である。

## 地理
元々は八千代市高津新田という地名であったが、八千代台団地が建設開始され八千代台駅が開業し、八千代台団地が完成してから、1970年から1972年にかけて団地地域の町名を「八千代台」とした。由来は八千代台団地建設当時は「台」を語尾に付けるのが流行していたこともあるが、この団地は高津新田の山林を切り開いて作ったため「高台」のイメージからである。
八千代市南西部一帯を占める地域で、住宅や団地が広範囲に広がっている。中心部は商業施設が多く立地し賑わっている。東部から北部・西部にかけて高津川が流れ、東部から南部にはその支流である足太川が流れている。南西部は習志野市、南東部は千葉市花見川区と隣接している。

### 地価
住宅地の地価は、2014年（平成26年）1月1日の公示地価によれば、八千代台南2-16-7の地点で12万1000円/m2、八千代台北8-8-16の地点で11万7000円/m2、八千代台東2-14-9の地点で11万7000円/m2となっている。八千代台西5丁目5番4の地点で11万4000円/m2となっている。

## 歴史
近代までの歴史は高津 (八千代市)#歴史の項目を参照。
この地は住宅団地発祥の地で、八千代台団地が建設されて以降は稲毛団地などの団地が相次いで建設された。八千代台駅前にも「団地発祥の地」の碑が立てられている。
- 1954年（昭和29年） - 八千代台団地建設開始
- 1956年（昭和31年）2月10日 - 八千代台駅開業
- 1957年（昭和32年） - 八千代台団地完成

八千代台団地第一次入居開始時はまだ八千代台駅が開業しておらず、住民は実籾駅・京成大和田駅を使用していた。しかし駅が遠い上に当時は東洋バスも本数が少なかったため不便であった。八千代台駅は周辺の発展を見込んで仮駅として開業した。計画では人口1,400戸7,000人の予定であった。
八千代台駅開業後、周辺の開発が進むとともに人口も増え、駅の乗降人員は京成大和田駅を抜いた。昭和末期以降の一時期は勝田台駅を上回ったことがあったが、東葉高速線開業後は再度勝田台駅の方が多くなっている。

## 世帯数と人口
2017年（平成29年）10月31日現在の世帯数と人口は以下の通りである。

### 八千代台東
| 丁目             | 世帯数    | 人口    |
| ---------------- | --------- | ------- |
| 八千代台東一丁目 | 1,094世帯 | 1,948人 |
| 八千代台東二丁目 | 465世帯   | 1,016人 |
| 八千代台東三丁目 | 729世帯   | 1,602人 |
| 八千代台東四丁目 | 680世帯   | 1,369人 |
| 八千代台東五丁目 | 653世帯   | 1,348人 |
| 八千代台東六丁目 | 609世帯   | 1,401人 |
| 計               | 4,230世帯 | 8,684人 |

### 八千代台西
| 丁目             | 世帯数    | 人口    |
| ---------------- | --------- | ------- |
| 八千代台西一丁目 | 137世帯   | 271人   |
| 八千代台西二丁目 | 118世帯   | 237人   |
| 八千代台西三丁目 | 227世帯   | 416人   |
| 八千代台西四丁目 | 343世帯   | 694人   |
| 八千代台西五丁目 | 164世帯   | 373人   |
| 八千代台西六丁目 | 260世帯   | 584人   |
| 八千代台西七丁目 | 216世帯   | 425人   |
| 八千代台西八丁目 | 769世帯   | 1,606人 |
| 八千代台西九丁目 | 391世帯   | 875人   |
| 八千代台西十丁目 | 510世帯   | 1,178人 |
| 計               | 3,135世帯 | 6,659人 |

### 八千代台南
| 丁目             | 世帯数    | 人口    |
| ---------------- | --------- | ------- |
| 八千代台南一丁目 | 1,172世帯 | 2,321人 |
| 八千代台南二丁目 | 732世帯   | 1,667人 |
| 八千代台南三丁目 | 1,052世帯 | 2,335人 |
| 計               | 2,956世帯 | 6,323人 |

### 八千代台北
| 丁目               | 世帯数    | 人口     |
| ------------------ | --------- | -------- |
| 八千代台北一丁目   | 334世帯   | 508人    |
| 八千代台北二丁目   | 89世帯    | 167人    |
| 八千代台北三丁目   | 200世帯   | 382人    |
| 八千代台北四丁目   | 188世帯   | 381人    |
| 八千代台北五丁目   | 223世帯   | 383人    |
| 八千代台北六丁目   | 356世帯   | 579人    |
| 八千代台北七丁目   | 351世帯   | 601人    |
| 八千代台北八丁目   | 220世帯   | 542人    |
| 八千代台北九丁目   | 429世帯   | 1,020人  |
| 八千代台北十丁目   | 390世帯   | 919人    |
| 八千代台北十一丁目 | 393世帯   | 852人    |
| 八千代台北十二丁目 | 637世帯   | 1,416人  |
| 八千代台北十三丁目 | 433世帯   | 1,077人  |
| 八千代台北十四丁目 | 211世帯   | 490人    |
| 八千代台北十五丁目 | 491世帯   | 947人    |
| 八千代台北十六丁目 | 479世帯   | 1,008人  |
| 八千代台北十七丁目 | 403世帯   | 944人    |
| 計                 | 5,827世帯 | 12,216人 |

## 小・中学校の学区
市立小・中学校に通う場合、学区は以下の通りとなる。

### 八千代台東
| 丁目             | 番地 | 小学校                     | 中学校                     |
| ---------------- | ---- | -------------------------- | -------------------------- |
| 八千代台東一丁目 | 全域 | 八千代市立八千代台東小学校 | 八千代市立八千代台西中学校 |
| 八千代台東二丁目 | 全域 | 八千代市立八千代台東小学校 | 八千代市立八千代台西中学校 |
| 八千代台東三丁目 | 全域 | 八千代市立八千代台東小学校 | 八千代市立八千代中学校     |
| 八千代台東四丁目 | 全域 | 八千代市立八千代台東小学校 | 八千代市立八千代中学校     |
| 八千代台東五丁目 | 全域 | 八千代市立八千代台東小学校 | 八千代市立八千代中学校     |
| 八千代台東六丁目 | 全域 | 八千代市立八千代台東小学校 | 八千代市立八千代中学校     |

### 八千代台西
| 丁目             | 番地      | 小学校                     | 中学校                     |
| ---------------- | --------- | -------------------------- | -------------------------- |
| 八千代台西一丁目 | 全域      | 八千代市立八千代台小学校   | 八千代市立八千代台西中学校 |
| 八千代台西二丁目 | 全域      | 八千代市立八千代台小学校   | 八千代市立八千代台西中学校 |
| 八千代台西三丁目 | 全域      | 八千代市立八千代台小学校   | 八千代市立八千代台西中学校 |
| 八千代台西四丁目 | 全域      | 八千代市立八千代台小学校   | 八千代市立八千代台西中学校 |
| 八千代台西五丁目 | 全域      | 八千代市立八千代台西小学校 | 八千代市立八千代台西中学校 |
| 八千代台西六丁目 | 全域      | 八千代市立八千代台西小学校 | 八千代市立八千代台西中学校 |
| 八千代台西七丁目 | 全域      | 八千代市立八千代台西小学校 | 八千代市立八千代台西中学校 |
| 八千代台西八丁目 | 全域      | 八千代市立八千代台西小学校 | 八千代市立八千代台西中学校 |
| 八千代台西九丁目 | 1〜15番地 | 八千代市立八千代台小学校   | 八千代市立八千代台西中学校 |
| 八千代台西九丁目 | その他    | 八千代市立八千代台西小学校 | 八千代市立八千代台西中学校 |
| 八千代台西十丁目 | 全域      | 八千代市立八千代台西小学校 | 八千代市立八千代台西中学校 |

### 八千代台南
| 丁目             | 番地 | 小学校                     | 中学校                     |
| ---------------- | ---- | -------------------------- | -------------------------- |
| 八千代台南一丁目 | 全域 | 八千代市立八千代台東小学校 | 八千代市立八千代台西中学校 |
| 八千代台南二丁目 | 全域 | 八千代市立八千代台東小学校 | 八千代市立八千代台西中学校 |
| 八千代台南三丁目 | 全域 | 八千代市立八千代台東小学校 | 八千代市立八千代台西中学校 |

### 八千代台北
| 丁目               | 番地 | 小学校                     | 中学校                     |
| ------------------ | ---- | -------------------------- | -------------------------- |
| 八千代台北一丁目   | 全域 | 八千代市立八千代台小学校   | 八千代市立八千代台西中学校 |
| 八千代台北二丁目   | 全域 | 八千代市立八千代台小学校   | 八千代市立八千代台西中学校 |
| 八千代台北三丁目   | 全域 | 八千代市立八千代台小学校   | 八千代市立八千代台西中学校 |
| 八千代台北四丁目   | 全域 | 八千代市立八千代台小学校   | 八千代市立八千代台西中学校 |
| 八千代台北五丁目   | 全域 | 八千代市立八千代台小学校   | 八千代市立八千代台西中学校 |
| 八千代台北六丁目   | 全域 | 八千代市立八千代台小学校   | 八千代市立八千代台西中学校 |
| 八千代台北七丁目   | 全域 | 八千代市立八千代台西小学校 | 八千代市立八千代台西中学校 |
| 八千代台北八丁目   | 全域 | 八千代市立八千代台小学校   | 八千代市立八千代台西中学校 |
| 八千代台北九丁目   | 全域 | 八千代市立八千代台西小学校 | 八千代市立八千代台西中学校 |
| 八千代台北十丁目   | 全域 | 八千代市立八千代台西小学校 | 八千代市立八千代中学校     |
| 八千代台北十一丁目 | 全域 | 八千代市立八千代台小学校   | 八千代市立八千代中学校     |
| 八千代台北十二丁目 | 全域 | 八千代市立八千代台小学校   | 八千代市立八千代中学校     |
| 八千代台北十三丁目 | 全域 | 八千代市立八千代台小学校   | 八千代市立八千代中学校     |
| 八千代台北十四丁目 | 全域 | 八千代市立八千代台小学校   | 八千代市立八千代中学校     |
| 八千代台北十五丁目 | 全域 | 八千代市立八千代台小学校   | 八千代市立八千代中学校     |
| 八千代台北十六丁目 | 全域 | 八千代市立大和田南小学校   | 八千代市立八千代中学校     |
| 八千代台北十七丁目 | 全域 | 八千代市立大和田南小学校   | 八千代市立八千代中学校     |

## 交通
- 京成本線八千代台駅

八千代台地域のみならず、花見川団地を中心とする千葉市花見川区の一部地域・高津地域からの利用もあり、利用客が多い。
- 京成本線京成大和田駅

八千代台北・八千代台東の一部地域は京成大和田駅が最寄である。
- 東洋バス・八千代市公共施設循環バス「ぐるっと号」

大和田地域、千葉市の花見川団地、高津・緑が丘・ゆりのき台・八千代医療センターへのバスが出ている。
その他、当地域内の南西から北東へ千葉県道262号幕張八千代線が走っている。

## 近隣地名
- 大和田（東）
- 高津東（北）
- 高津（西 - 北）
- 習志野市東習志野（西）
- 千葉市花見川区作新台（南）
- 千葉市花見川区柏井（南・東）
- 千葉市花見川区柏井町（南 - 東）

## 施設・公園

### 八千代台東
- 八千代市役所八千代台東南支所（1丁目）
- 八千代台ユアエルム郵便局（1丁目）
- ユアエルム八千代台店（1丁目）
- 八千代台保育園（1丁目）
- みずほ銀行（1丁目）
- 八千代台東小学校（2丁目）
- まこと幼稚園（2丁目）
- ボヌール商事（2丁目）
- 八千代台近隣公園（3丁目）
- 八千代台東子供の森（4丁目）
- 三愛幼稚園（4丁目）
- 八千代台東郵便局（4丁目）
- 日本キリスト教団教会（4丁目）
- 八千代台東第二小学校（6丁目）

### 八千代台西
- 八千代台公民館（1丁目）
- 八千代台郵便局（1丁目）
- 八千代台小学校（1丁目）
- 朝戸病院（2丁目）
- 八千代台幼稚園（3丁目）
- 八千代台団地（6丁目）
- 八千代台西保育園（7丁目）
- 八千代台西小学校（7丁目）
- 八千代台西中学校（8丁目）
- 八千代台西団地（8丁目）
- 八千代台西郵便局（9丁目）
- パール楽器製造本社（10丁目）

### 八千代台南
- 八千代台東南公共センター（1丁目）
- 地蔵院（1丁目）
- 八千代台南保育園（1丁目）
- 三井住友信託銀行（1丁目）
- 八千代やまとの湯（南1丁目）

### 八千代台北
- 京成線八千代台駅（1丁目）
- アピア 八千代デパート（北1丁目）
- 八千代市役所八千代台支所（北1丁目）
- 八千代台北第1児童遊園（北4丁目）
- 八千代台北第2児童遊園（北4丁目）
- 千葉興業銀行（1丁目）
- 八千代市立八千代台図書館（6丁目）
- 八千代リハビリテーション病院（6丁目）
- 八千代わかば幼稚園（7丁目）
- 宮腰小児科（8丁目）
- 八千代台防衛省官舎（9丁目）
- みどり学園幼稚部（10丁目）
- 八千代台北郵便局（12丁目）
- 八千代台北子供の森（13丁目）
- 八千代市立八千代中学校（14丁目）
- 茶々おおわだみなみ保育園（16丁目）
- 八千代台市民の森（15丁目）
- 大和田西保育園（17丁目）